# БИГЗ
Београдски издавачко графички завод, познатији као БИГЗ, био је једна од највећих издавачких кућа у Социјалистичкој Федеративној Републици Југославији. Основан је 1946. године, на иницијативу Моше Пијаде, обједињавањем четири тадашње београдске штампарије. Једна од њих, највећа, била и Југоштампа, односно некадашња Државна штампарија. БИГЗ је добио седиште у згради Државне штампарије, у којој је остао неколико деценија. Данас је ово здање споменик културе, у колективној меморији Београда остало упамћено као зграда БИГЗ-а.

## Историја
Када је султан Махмуд II хатишерифом из 1830. признао Кнежевини Србији аутономију и независну државну управу Србија је, између осталог, добила право отварања штампарије. Кнез Милош издао је наредбу да се набави штампарија и она је, после неколико покушаја, купљена у Петрограду крајем 1830. Допремљена је у Београд 21. маја 1831. године. У првим годинама рада називана је разним именима: „печатња“, „књигопечатња“, „типографија“, да би се касније усталио назив Књажеско србска књигопечатња и налазила се у Београду. Једно време штампарија је имала седиште у тада престоном Крагујевцу, да би се 1835. вратила у Београд.
Књаз Милош је показивао велико интересовање за штампарију и штампу и ставио је на располагање велике суме новца за набавку хартије и другог материјала. Штампаријом је руководио немац Адолф Берман. Од 1834. године штампају се Новине Србске, а од 1835. и прве српске књиге, прво оне Доситеја Обрадовића. Покретани су и алманаси са карактером часописа: Забавник Димитрија Давидовића и Београдска Лира (од 1833).
Године 1946, решењем Владе ФНРЈ, Државна штампарија преименована је у Југоштампа. У жељи да се створи једно снажно графичко предузеће за новонастале потребе савезних установа, друштвено-политичких заједница, културиих и просветних институција, нарочито за масовну и брзу производњу школских уџбеника, на иницијативу Моше Пијаде, тада председника Савезне народне скупштине, обједињују се четири тадашње штампарије: Југоштампа (некадашња Државна штампарија), неколико мањих штампарија (Југославија, Омладина и Рад) и Фабрика хартије „Београд“, која се тада из старе зграде преко пута Југоштампе селила на Аду Хују. Колективи ових предузећа су, на састанку одржаном 9. фебруара 1955. године у просторијама Југоштампе, усвојили одлуку о стварању новог заједничког предузећа – Београдског графичког завода (БГЗ). Тада се појављује преводилац и издавач Угљеша Крстић, који је у БГЗ ушао у јануару 1970, и сањајући о џепној књизи у Србији, након што је видео огромну моћ штампарије БГЗ, разрађује пројекат издаваштва за БГЗ -"Програм развоја", (занимљивост је да Угљеша Крстић никад није био члан КП, што је колектив на срећу велике будућности БИГЗ-а тада превидео), и на одобрење Душана Поповића тадашњег директора БГЗ, самоуправљачки се усваја и мишљење Издавачког сектора и тако настаје БИГЗ 18. јуна 1970. Посебан квалитет овог обједињавања била је и мрежа локала на најатрактивнијим локацијама у свим већим југословенским градовима, кроз коју су се продавали до тада часописи и књиге других издавача - Београдски графички завод прераста у Београдски издавачко графички завод (БИГЗ). Узлет издаваштва којим је Угљеша Крстић развио то "И" на БГЗ је кренуо од дечјег сектора, Ашетове енциколопедијске серије "Дечје свезнање" у 12 књига, Кременковим забавником Хане и Барбере, годинама главни БИГЗ-ови манимејкери, у чијем су преводу са енглеског учествовали наши највећи преводиоци Аца Спасић и Раша Попов, који су смислили Шалабајз-парк и Педра де Њакоса, Шкрбамацу. Укључили су се и Југана Спасић и млади Зоран Живковић, а уметничком опремом се бавила Ида Ћирић. Тираж није падао испод 100.000. Угљеша је обновио и Златну књигу, библиотеку Газела и Албатрос(преко 40 наслова у пар година). Ова активност је привукла брдо наших данас познатих писаца и илустратора, сви се вероватно сећају чувене "Оловка пише срцем", Ршумовићевих "Још нам само але фале" илустроване од стране Душана Петричића која је у Лајпцигу добила бронзану медаљу за најлепшу књигу света као и неколико других. БИГЗ је постао гост на свим светским сајмовима књига и у том тренутку даљи развој се усмерава на џепну књигу која ће постати хит и у Србији и деценијама држати БИГЗ као прву и најуспешнију издавачку кућу на Балкану. Џепна књига је учинила познатим многе данас легендарне писце као што је Миодраг Булатовић, Мика Антић, и многи други. Кроз њу су се провукле и многе дисидентске књиге и тако се лагано освајала слобода говора још за време живота Тита. (Извор мемоари Угљеше Крстића, књига трећа "Укрштена сећања", издање ВАЈАТ 2000)  У годинама када је најбоље пословао, БИГЗ је упошљавао и до 3.000 радника.

### Пропадање БИГЗ-а
У првој деценији 21. века БИГЗ је приватизован и тада је почело пропадање ове некада највеће графичке куће на Балкану. Године 2007. компанија МПЦ пропертис је за 3,87 милиона евра постала већински власник БИГЗ-а. Погрешним концептом приватизације најсавременије машине и опрема, али и најбољи мајстори, преселили су се у приватне штампарије, па ово предузеће више није могло да се на прави начин бави својом иницалном делатношћу — штампарством. Београдски издавачко графички завод престаје са радом почетком двехиљадитих. Данас постоји издавачка кућа БИГЗ Школство, која издаје уџебике, као и БИГЗ Књижара, која је после приватизације задржала име да би остала препознатљива. Од целе мреже књижара. остала су само два локала у Београду.
Када је и издавачка делатност замрла, зграда је постала својеврсни неформални културни центар. Осим клубова, музичких студија, атељеа, позоришта, у БИГЗ су се уселила и складишта, канцеларије, спортски клубови, угоститељска и друге делатности.

## Издавачка делатност
У издању БИГЗ-а излазили су неки од најтиражнијих часописа у СФРЈ. Године 1974. поново је покренута ревија Дуга, чији је суоснивач био БИГЗ и чији је тираж у то време достизао 140.000 примерака. Часопис Практична жена, покренут 1956, имао је тираж око пола милиона примерака. Осим ових високотиражних часописа БИГЗ је издавао и научне ревије Галаксија и пионирски подухват, часопис Рачунари. Уредник овог часописа, Воја Антонић, уз подршку новинарске екипе, направио је први самосклопиви рачунар на овим просторима. Огромне тираже достизала су и специјална издања, каква су била  Солунци, Лепота и здравље, Вез и друга.
Новина и часописа БИГЗ-ова издавачка делатност обухватала је и књиге различитих жанрова, од лепе литературе, до филозофских дела. У БИГЗ-овој издавачкој понуди средином 80-их година налазе се дела Меше Селимовића, Добрице Ћосића, Драгослава Михаиловића, Душка Радовића, Стевана Раичковића и других великих југословенских писаца. Међу многим издањима за децу је и чувена илустрована енциклопедија Дечје свезнање. БИГЗ тада објављује и романе младих аутора, књиге о историји, као и едицију Велика филозофска библиотека у којој су објављена дела Аристотела, Платона, Спинозе, Хегела. Заштитни знак БИГЗ-а била је едиција Џепна књига, са тиражима који нису били мањи од 10.000 примерака.

## Зграда Државне штампарије и друге некретнине у власништву БИГЗ-а
Државна штампарија је цео век мењала локацију, да би 1937. добила своју зграду. Налази се у Булевару Мишића, преко пута београдског Сајма. Изграђена је између 1936. и 1940. године, по пројекту архитекте Драгише Брашована, у облику је ћириличног слова „П”, налик на штампарску машину. У колективној меморији Београда познатa је под називом Зграда БИГЗ-а, по издавачкој кући која се више деценија налазила у објекту. Зграда Државне штампарије 1992. године проглашена је за споменик културе. Представља репрезентативно дело српског и југословенског градитељства којим се наша архитектура највише приближила духу европске модерне архитектуре, као и трајну материјалну и духовну вредност градитељског наслеђа Београда.
Осим ове пословне зграде, од вредније имовине БИГЗ је располагао стамбено–пословном зградом у Алмашкој улици у Новом Саду и одмаралиштем у Велом Лошињу, некада истарском резиденцијом Карађорђевића.

## БИГЗ-ова награда
БИГЗ-ова награда била је годишња награда за најбоље дело домаћег аутора, објављено у издању БИГЗ-а. Установљена је 1983. године, први пут додељена 1984, а последњи пут 2000. године.